# السلوم
السلوم (به عربی: السلوم) یک شهرک در مصر است که در استان مطروح واقع شده‌است. السلوم ۱۴٬۳۹۳ نفر جمعیت دارد و ۱ متر بالاتر از سطح دریا واقع شده‌است.